# 尾佐竹徇
尾佐竹 徇（おさたけ となう、1916年（大正5年）10月12日 - 2006年（平成18年）7月17日）は、昭和から平成時代の電気工学者、通信技術者。

## 経歴・人物
1941年（昭和16年）東京帝国大学工学部電気工学科卒業後、逓信省に入省する。その後、逓信省東京中央電気通信局岩槻無線分局長、通信院工作所東京第一工場長などを歴任する。1945年（昭和20年）、母校の東京帝国大学工学部助教授、1959年（昭和34年）東京大学教授となった。
電気通信工学を主な研究分野とし、周波数変調方式、電子交換方式、通信網構成論の分野において先駆的な研究を行った。大学外では、郵政省有線放送審議会、科学技術庁電子技術審議会、日本電信電話公社電気通信技術委員会などに参加した。ほか、電子情報通信学会第51代会長（1974年5月 - 1975年5月）、電気学会副会長、日本工学会副会長などを歴任した。
2006年7月17日、呼吸不全のため死去。